# Michael Lynch
Michael Lynch (nascido em 12 de abril de 1963) é um ex-ciclista australiano que competiu nos Jogos Olímpicos de Verão de 1984, representando a Austrália.